# 叉背金線魮
叉背金線魮，又稱叉背金線䰾（学名：Sinocyclocheilus furcodorsalis）为輻鰭魚綱鯉形目鲤科金線魮屬的其中一種。分布於亞洲中國廣西壯族自治區天峨縣地下河流域，本魚體延長且側扁，頭部扁平呈鴨嘴狀，無眼，口下位，具觸鬚2對，背部隆起，向前突出，體被鱗片，側線完整，側線鱗40-46枚，背鰭鰭條7-10枚，後端變硬，後緣具鋸齒狀，臀鰭軟條5-8枚，脊椎骨37-38個，胸鰭長於腹鰭起點，尾鰭叉形，體色半透明帶淡粉紅色，身體無斑紋，體長可達8.8公分，棲息在地下溪流底中層水域，生活習性不明。

## 扩展阅读
維基物種上的相關：叉背金線魮